# Béla Scitovszky

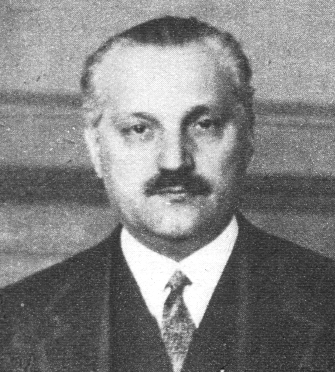
Béla Scitovszky

Béla Scitovszky von Nagykér (* 23. April 1878 in Budapest; † 20. August 1959 ebenda) war ein ungarischer Politiker, Parlamentspräsident und Innenminister (1926–1931).

## Leben
Scitovszky besuchte das Kollegium Kalksburg in Wien und studierte Jura in Budapest. Nach Promotion in Staatswissenschaften wurde er 1902 Tafelrichter und 1907 Obertafelrichter im Komitat Nógrád. 1910 wurde Scitovszky als Mitglied der Partei der Arbeit für den Wahlkreis Szécsény Abgeordneter im ungarischen Reichstag. Ab 1922 war Scitovszky Abgeordneter für den Wahlkreis Balassagyarmat und wurde am 22. Juni 1922 Vizepräsident und am 18. August 1922 Parlamentspräsident. Nach mehr als vierjähriger Amtszeit wurde Scitovszky am 15. Oktober 1926 von Reichsverweser Miklós Horthy zum Nachfolger von Iván Rakovszky zum Innenminister im Kabinett von István Bethlen ernannt. Seine Amtszeit endete am 24. August 1931 mit Rücktritt Bethlens als Ministerpräsident.